# Wioślarstwo na Letnich Igrzyskach Olimpijskich 1924 – dwójka ze sternikiem mężczyzn
Wyścig dwójek ze sternikiem mężczyzn był jedną z konkurencji wioślarskich na Letnich Igrzyskach Olimpijskich 1924. Zawody odbyły się w dniach 14-17 lipca. W zawodach uczestniczyło 15 zawodników z 5 państw.

## Wyniki

### Półfinały
Półfinał 1
| Miejsce | Osada                                          | Czas   | Kwal. |
| ------- | ---------------------------------------------- | ------ | ----- |
| 1       | Eugène Constant Marcel Lepan Raymond Talleux   | 7:36,6 | Q     |
| 2       | Leon Butler Edward Jennings Harold Wilson      |        | Q     |
| 3       | Alphonse Dewette Emile Gabriels Marcel Wauters |        |       |

Półfinał 2
| Miejsce | Osada                                                | Czas   | Kwal. |
| ------- | ---------------------------------------------------- | ------ | ----- |
| 1       | Édouard Candeveau Alfred Felber Émile Lachapelle     | 7:49,6 | Q     |
| 2       | Ercole Olgeni Giovanni Scatturin Gino Sopracordevole |        | Q     |

### Finał
| Miejsce | Osada                                                | Czas   |
| ------- | ---------------------------------------------------- | ------ |
| 1       | Édouard Candeveau Alfred Felber Émile Lachapelle     | 8:39.0 |
| 2       | Ercole Olgeni Giovanni Scatturin Gino Sopracordevole | 8:39.1 |
| 3       | Leon Butler Edward Jennings Harold Wilson            |        |
| 4       | Eugène Constant Marcel Lepan Raymond Talleux         |        |